# Região lombar

Região lombar.

Em anatomia, chama-se região lombar à porção da coluna vertebral que fica entre a região torácica e a região sacrococcigiana.
É constituída por cinco vértebras grandes.
A região lombar é a que suporta a maior carga. A região lombar está relacionada com a postura adequada de um indivíduo.